# Sydenham Moore

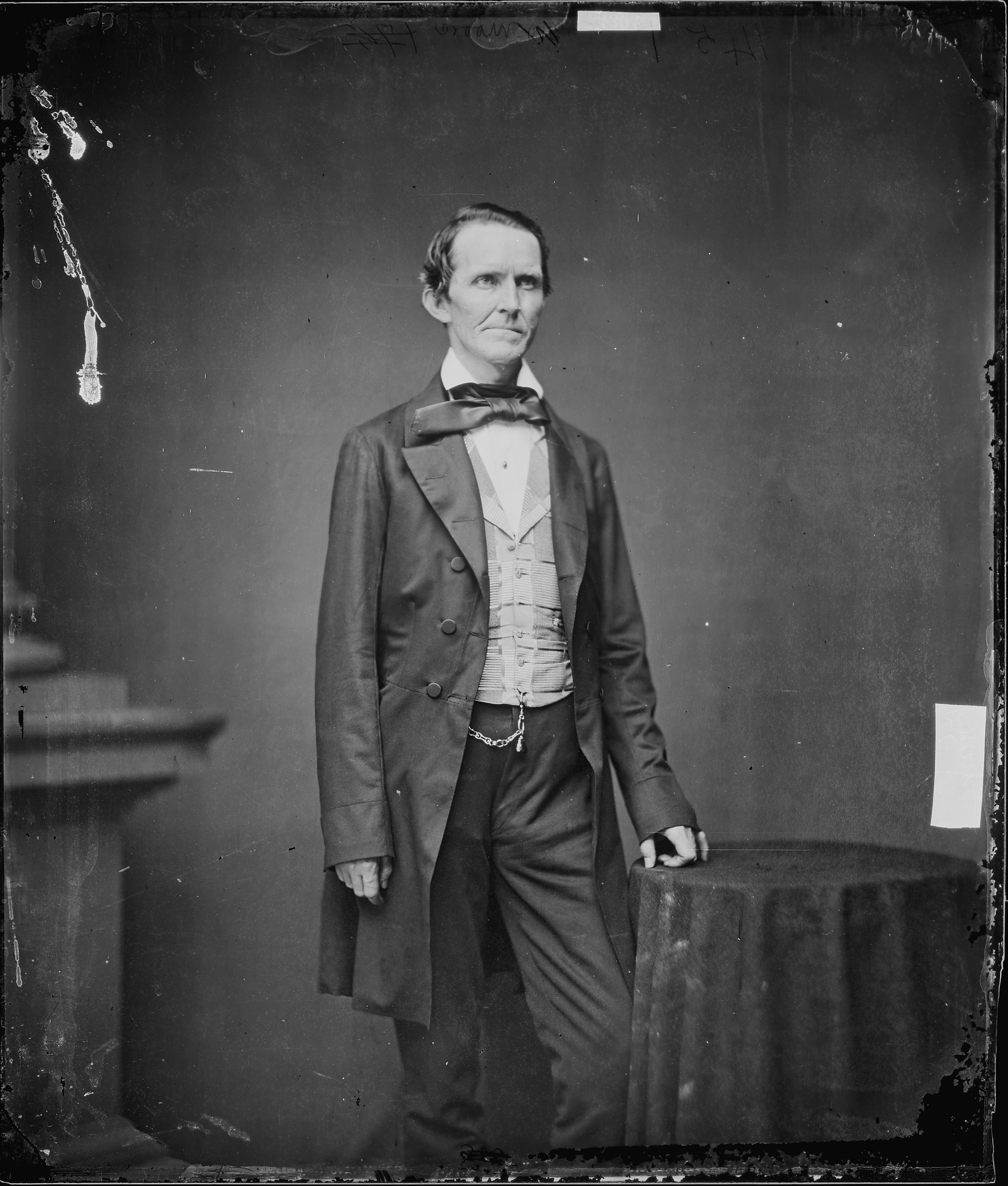
Sydenham Moore

Sydenham Moore (* 25. Mai 1817 in Rutherford County, Tennessee; † 31. Mai 1862 in Richmond, Virginia) war ein US-amerikanischer Offizier, Rechtsanwalt, Richter und Politiker (Demokratische Partei).

## Werdegang
Sydenham Moore ging klassischen Studienfächern nach. Er besuchte zwischen 1833 und 1836 die University of Alabama in Tuscaloosa. Moore studierte Jura, bekam seine Zulassung als Anwalt und fing dann in Greensboro an zu praktizieren. Er war zwischen 1840 und 1846 sowie zwischen 1848 und 1850 Richter am Gericht von Greene County. Dann war er 1857 als Richter am Amtsgericht tätig. Während des Mexikanisch-Amerikanischen Krieges diente er zwischen Juni 1846 und Juni 1847 als Captain in Colonel Coffeys Regiment der Alabama Infanterie. Ferner wurde er zum Brigadegeneral in der Alabama-Miliz befördert.
Moore wurde in den 35. US-Kongress gewählt, wo er vom 4. März 1857 bis zu seinem Rücktritt am 21. Januar 1861 tätig war. Während des Amerikanischen Bürgerkrieges diente er als Colonel im 11. Alabama Regiment der Konföderiertenarmee. Moore starb 1862 an den Verwundungen, die er bei der Schlacht von Seven Pines erlitten hatte. Er wurde auf dem Stadtfriedhof von Greensboro (Alabama) beigesetzt.